# Els tres dies del Còndor
Els tres dies del Còndor (títol anglès original: Three Days of the Condor) és una pel·lícula estatunidenca dirigida per Sydney Pollack, estrenada el 1975. 	Ha estat doblada al català.

## Argument
Joseph Turner  treballa per a una unitat de la CIA encarregada de trobar filtracions en els mètodes de l'Agència i eventualment en les notícies.
Un dia, després d'haver anat a comprar a la pausa per dinar, Turner  troba tots els seus col·legues assassinats. S'engega llavors una carrera contra rellotge per saber qui ha comès aquests homicidis i com agafar-lo. Però a poc a poc, diversos indicis l'empenyen a pensar que agents de la CIA estan corromputs.

## Repartiment
- Robert Redford: Joseph Turner / el Còndor
- Faye Dunaway: Kathy Hale
- Cliff Robertson: J. Higgins
- Max von Sydow: G. Joubert
- John Houseman: Wabash
- Addison Powell: Leonard Atwood
- Walter McGinn: Sam Barber
- Tina Chen: Janice Chon
- Michael Kane: S.W. Wicks
- Don McHenry: Dr. Ferdinand Lappe
- Jess Osuna: el Major
- Helen Stenborg: Sra. Edwina Russell
- Michael B. Miller: Fowler
- Dino Narizzano: Harold
- Patrick Gorman: Martin

## Nominacions
1976
- Oscar al millor muntatge per Fredric Steinkamp i Don Guidice
- Globus d'Or a la millor actriu dramàtica per Faye Dunaway